# Le Pecq
Le Pecq és un municipi francès, situat al departament d'Yvelines i a la regió d'Illa de França. L'any 2007 tenia 15.935 habitants.
Forma part del cantó de Saint-Germain-en-Laye, del districte de Saint-Germain-en-Laye i de la Comunitat d'aglomeració Saint Germain Boucles de Seine.

## Demografia

### Població
El 2007 la població de fet de Le Pecq era de 15.935 persones. Hi havia 6.778 famílies, de les quals 2.242 eren unipersonals (772 homes vivint sols i 1.470 dones vivint soles), 1.809 parelles sense fills, 1.949 parelles amb fills i 778 famílies monoparentals amb fills.
La població ha evolucionat segons el següent gràfic:
Habitants censats

### Habitatges
El 2007 hi havia 7.499 habitatges, 6.932 eren l'habitatge principal de la família, 151 eren segones residències i 415 estaven desocupats. 1.440 eren cases i 6.001 eren apartaments. Dels 6.932 habitatges principals, 3.582 estaven ocupats pels seus propietaris, 3.166 estaven llogats i ocupats pels llogaters i 185 estaven cedits a títol gratuït; 405 tenien una cambra, 933 en tenien dues, 2.227 en tenien tres, 1.853 en tenien quatre i 1.515 en tenien cinc o més. 4.378 habitatges disposaven pel capbaix d'una plaça de pàrquing. A 3.782 habitatges hi havia un automòbil i a 1.839 n'hi havia dos o més.

### Piràmide de població
La piràmide de població per edats i sexe el 2009 era:
| Homes | Edats   | Dones |
| ----- | ------- | ----- |
| 4     | 95 o +  | 31    |
| 26    | 90 a 94 | 76    |
| 58    | 85 a 89 | 154   |
| 65    | 80 a 84 | 111   |
| 200   | 75 a 79 | 311   |
| 347   | 70 a 74 | 432   |
| 333   | 65 a 69 | 477   |
| 335   | 60 a 64 | 432   |
| 408   | 55 a 59 | 507   |
| 601   | 50 a 54 | 689   |
| 550   | 45 a 49 | 606   |
| 575   | 40 a 44 | 689   |
| 496   | 35 a 39 | 590   |
| 663   | 30 a 34 | 646   |
| 644   | 25 a 29 | 589   |
| 470   | 20 a 24 | 417   |
| 534   | 15 a 19 | 512   |
| 492   | 10 a 14 | 467   |
| 528   | 5 a 9   | 452   |
| 430   | 0 a 4   | 518   |

## Economia
El 2007 la població en edat de treballar era de 10.258 persones, 7.818 eren actives i 2.440 eren inactives. De les 7.818 persones actives 7.147 estaven ocupades (3.406 homes i 3.741 dones) i 671 estaven aturades (362 homes i 309 dones). De les 2.440 persones inactives 648 estaven jubilades, 1.083 estaven estudiant i 709 estaven classificades com a «altres inactius».

### Ingressos
El 2009 a Le Pecq hi havia 6.758 unitats fiscals que integraven 15.934 persones, la mediana anual d'ingressos fiscals per persona era de 27.189 €.

### Activitats econòmiques
Dels 698 establiments que hi havia el 2007, 4 eren d'empreses extractives, 9 d'empreses alimentàries, 1 d'una empresa de coc i refinatge, 1 d'una empresa de fabricació de material elèctric, 18 d'empreses de fabricació d'altres productes industrials, 48 d'empreses de construcció, 124 d'empreses de comerç i reparació d'automòbils, 20 d'empreses de transport, 28 d'empreses d'hostatgeria i restauració, 70 d'empreses d'informació i comunicació, 39 d'empreses financeres, 32 d'empreses immobiliàries, 186 d'empreses de serveis, 80 d'entitats de l'administració pública i 38 d'empreses classificades com a «altres activitats de serveis».
Dels 113 establiments de servei als particulars que hi havia el 2009, 2 eren oficines de correu, 3 oficines bancàries, 2 funeràries, 7 tallers de reparació d'automòbils i de material agrícola, 3 establiments de lloguer de cotxes, 3 autoescoles, 9 paletes, 6 guixaires pintors, 4 fusteries, 10 lampisteries, 9 electricistes, 3 empreses de construcció, 10 perruqueries, 2 veterinaris, 15 restaurants, 16 agències immobiliàries, 4 tintoreries i 5 salons de bellesa.
Dels 30 establiments comercials que hi havia el 2009, 3 eren supermercats, 2 botiges de menys de 120 m², 7 fleques, 3 carnisseries, 1 una carnisseria, 1 una peixateria, 1 una llibreria, 2 botigues d'equipament de la llar, 1 una botiga d'electrodomèstics, 1 una botiga de mobles, 2 drogueries, 2 perfumeries, 1 una perfumeria i 3 floristeries.

## Equipaments sanitaris i escolars
Els 7 equipaments sanitaris que hi havia el 2009 eren farmàcies.
El 2009 hi havia 5 escoles maternals i 6 escoles elementals. A Le Pecq hi havia 2 col·legis d'educació secundària i 1 liceu d'ensenyament general. Als col·legis d'educació secundària hi havia 920 alumnes i als liceus d'ensenyament general 261.

## Poblacions més properes
El següent diagrama mostra les poblacions més properes.